# سفر خارق‌العاده مرتاض
سفر خارق‌العاده مرتاض (به انگلیسی: The Extraordinary Journey of the Fakir) یا سفر شگفت‌انگیز مرتاضی که در جالباسی آیکیا گیر افتاده بود فیلمی محصول سال ۲۰۱۸ و به کارگردانی کن اسکات است، این فیلم بر اساس رمانی نوشته رومن پوئرتولاس ساخته شده‌است. در این فیلم بازیگرانی همچون دنوش، برنیس بژو، ارین موریارتی، برخد عبدی، ژرار ژونیو ایفای نقش کرده‌اند.